# Hordeum jubatum
L'orzo a criniera (Hordeum jubatum L., 1753) è una pianta angiosperma monocotiledone appartenente alla famiglia delle Poacee (o Gramineae, nom. cons.).

## Etimologia
Il nome generico (Hordeum) è un nome romano dell'orzo. L'epiteto specifico (jubatum) deriva da due parole greche "jubum" (= criniera) e "ata" (= possente) e ricorda le infiorescenze simili ad una coda di volpe.
Il nome scientifico della specie è stato definito da Linneo (1707 – 1778), biologo svedese considerato il padre della moderna classificazione scientifica degli organismi viventi, nella pubblicazione "Species Plantarum" (Sp. Pl. 1: 85 - 1753) del 1753.

## Descrizione

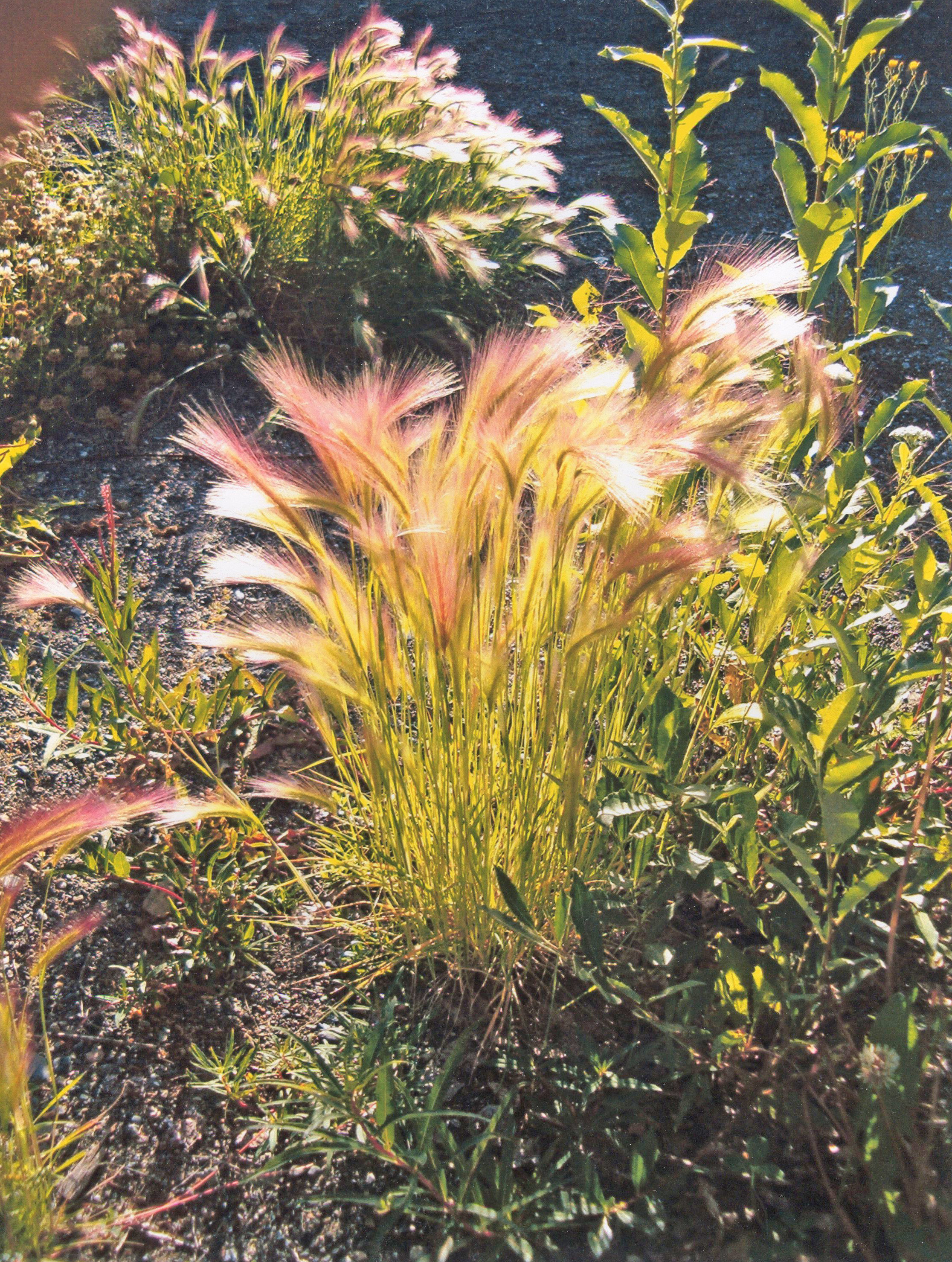
Il portamento

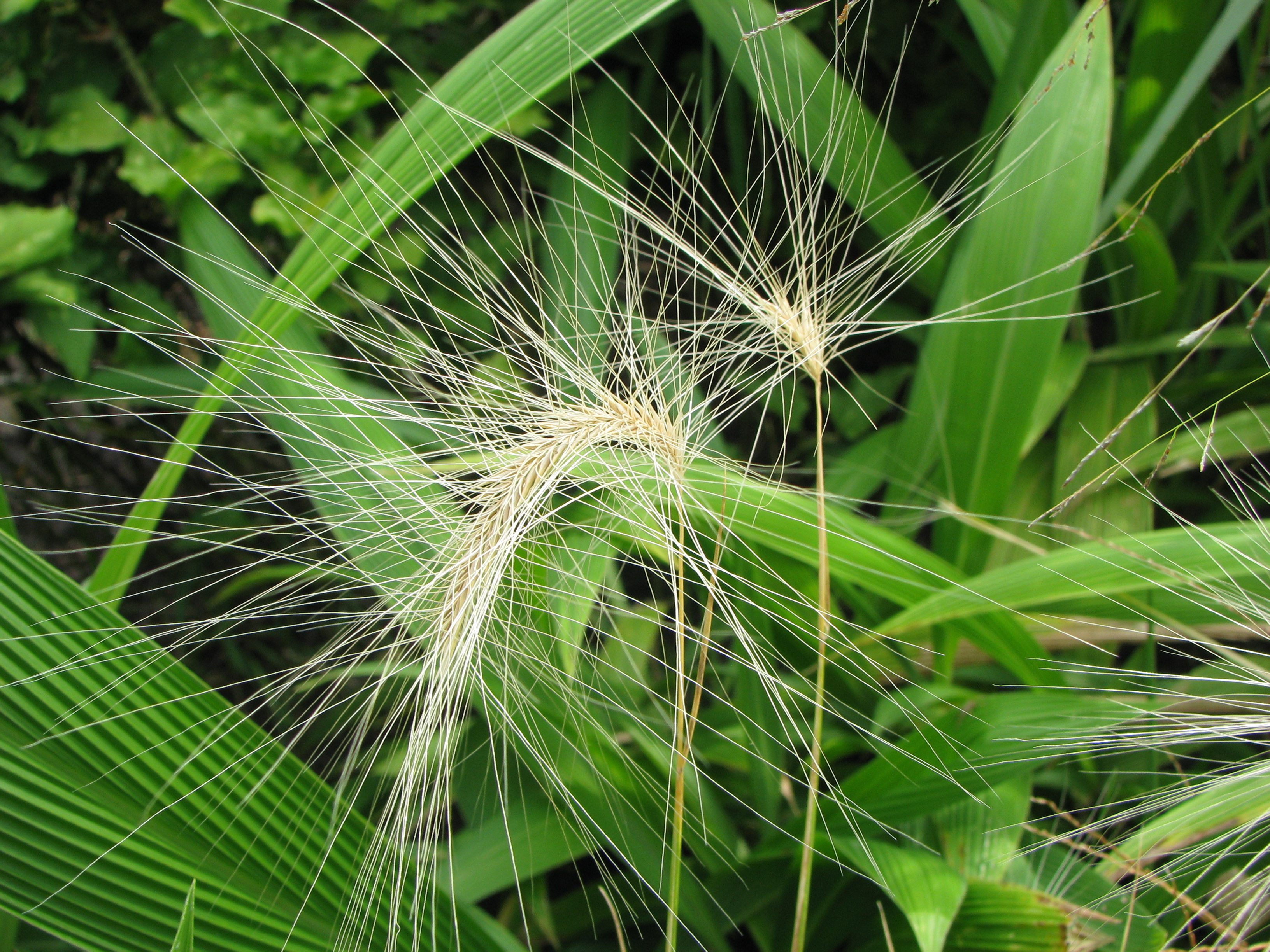
Le foglie

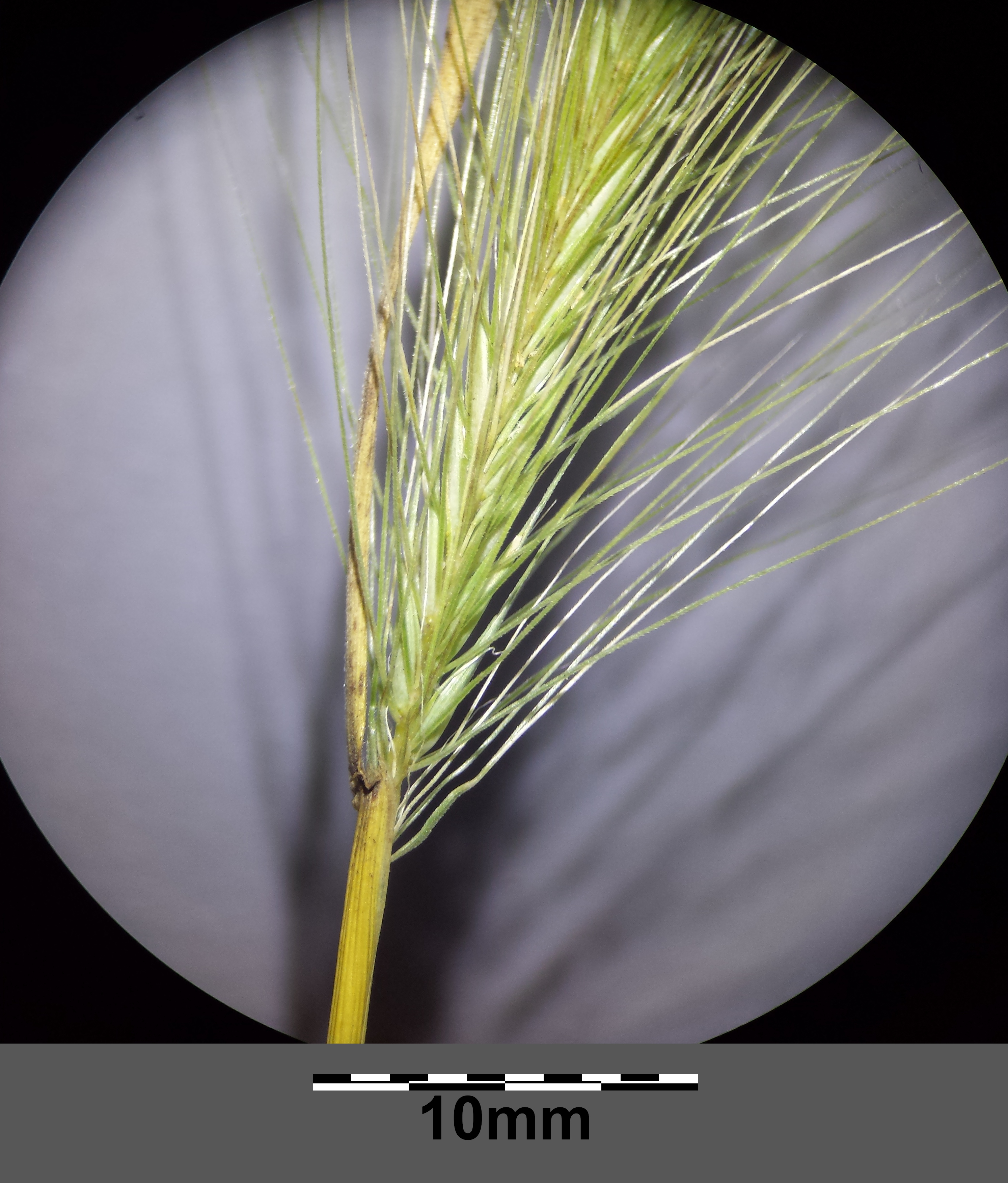
Infiorescenza

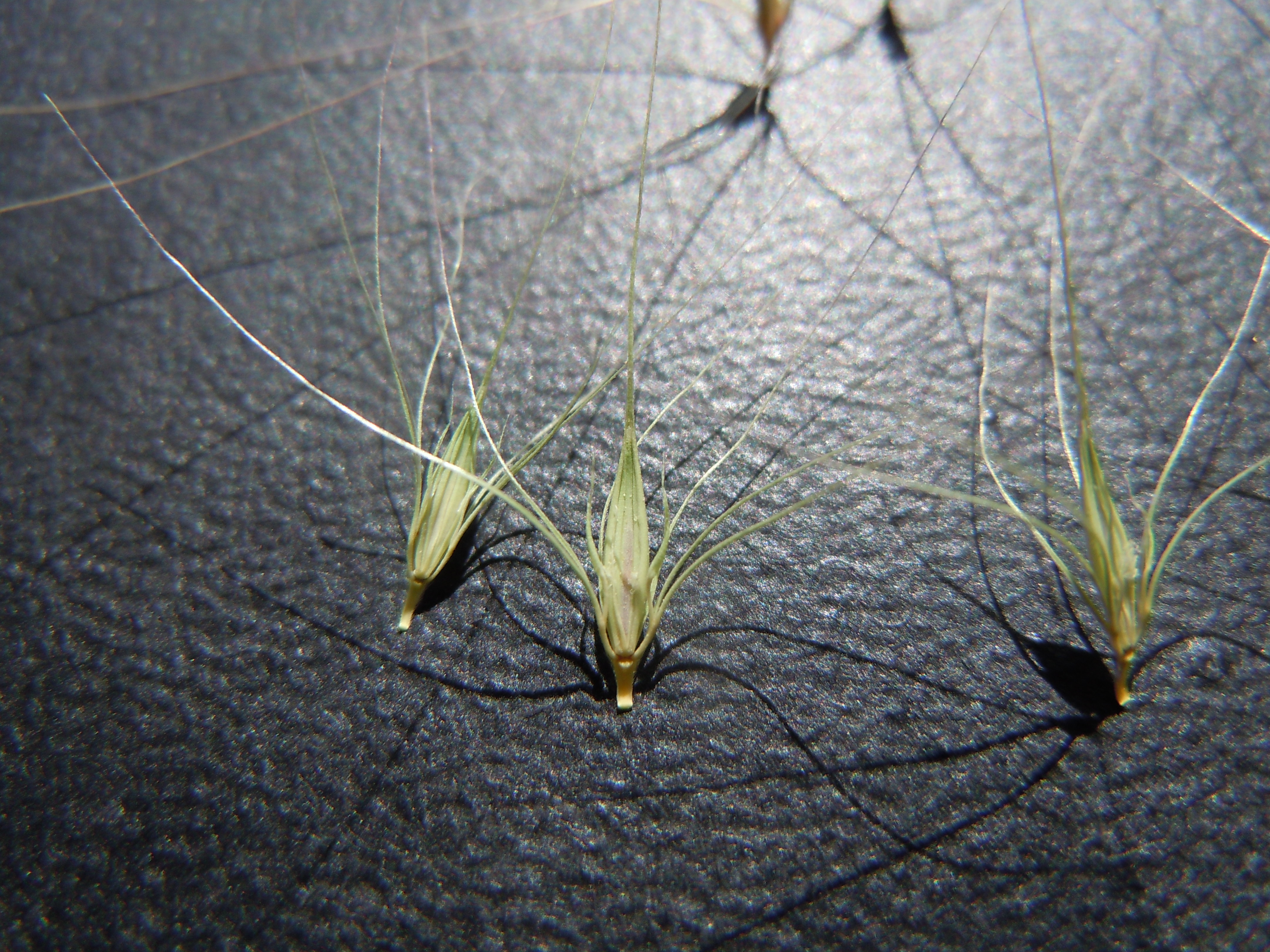
I fiori

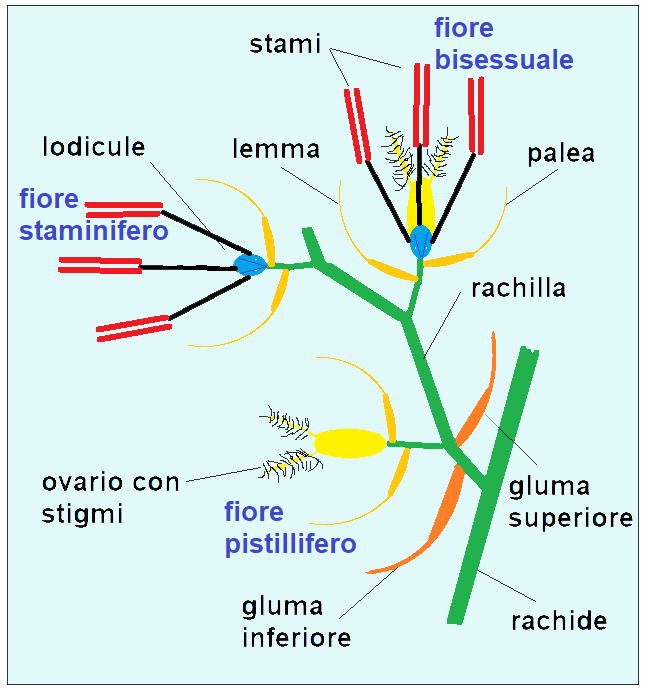
Spighetta generica con tre fiori diversi

Queste piante arrivano ad una altezza di 4 - 7 dm e in genere sono lisce e glabre. La forma biologica è emicriptofita scaposa (H scap), ossia in generale sono piante erbacee, a ciclo biologico perenne, con gemme svernanti al livello del suolo e protette dalla lettiera o dalla neve e sono dotate di un asse fiorale eretto e spesso privo di foglie.

### Radici
Le radici sono fascicolate.

### Fusto
La parte aerea del fusto è un culmo gracile, eretto (o decombente), nudo in alto per almeno un terzo della lunghezza. La base può essere ingrossata (non bulbosa) a causa di guaine persistenti. I nodi sono 3 - 5. Diametro del culmo: 2 mm.

### Foglie
Le foglie lungo il culmo sono disposte in modo alterno, sono distiche e si originano dai vari nodi. Sono composte da una guaina, una ligula e una lamina. Le venature sono parallelinervie. Non sono presenti i pseudopiccioli e, nell'epidermide delle foglia, le papille. 
- Guaina: la guaina è abbracciante il fusto; sono presenti dei padiglioni auricolari; la guaina ha una superficie sparsamente villosa o quasi glabra.
- Ligula: la ligula è subnulla.
- Lamina: la lamina è piana o convoluta. Il colore è verde o verde violaceo. Dimensioni della lamina: larghezza della lamina: 1,5 – 4 mm; lunghezza 6 – 12 cm.

### Infiorescenza
Infiorescenza principale (sinfiorescenza o semplicemente spiga): le infiorescenze, di tipo racemoso terminale (un racemo per infiorescenza), hanno la forma di una spiga sottile, eretta e densa formata da diverse spighette. Le spighette sono ternate; quelle laterali sono pedicellate e sterili, la centrale è sessile e fertile. La fillotassi dell'inflorescenza inizialmente è a due livelli (o a due ranghi), anche se le successive ramificazioni la fa apparire a spirale. Il colore spesso è screziato di violaceo. Il rachide è flessibile e gracile con margini pubescenti. Dimensione della spiga: larghezza 7 mm; lunghezza 40 – 50 mm (massimo 80 mm).

### Spighetta
Infiorescenza secondaria (o spighetta): le spighette, compresse lateralmente con forme da ellittiche a oblunghe, sottese da due brattee distiche e strettamente sovrapposte chiamate glume (inferiore e superiore), sono formate da un fiore. Alla base di ogni fiore sono presenti due brattee: la palea e il lemma con delle evidenti reste. Le reste hanno un portamento patente e conferisce alla spiga un caratteristico aspetto crinito. La disarticolazione avviene con la rottura della rachilla sotto ogni fiore fertile; oppure può cadere l'intera spighetta. 
- Glume: le glume sono ridotte a delle semplici reste.
- Palea: la palea è un profillo lanceolato con alcune venature e margini cigliati.
- Lemma: il lemma ha una forma lanceolata con resta. Lunghezza del lemma: 7 mm. Lunghezza della resta: 40 – 60 mm.

### Fiore
I fiori fertili sono attinomorfi formati da 3 verticilli: perianzio ridotto, androceo  e gineceo.
- Formula fiorale:[7]

*, P 2, A (1-)3(-6), G (2–3) supero, cariosside.
- Il perianzio è ridotto e formato da due lodicule, delle squame traslucide, poco visibili (forse relitto di un verticillo di 3 sepali). Le lodicule sono membranose e non vascolarizzate.
- L'androceo è composto da 3 stami ognuno con un breve filamento libero, una antera sagittata e due teche. Le antere (lunghe 3,5 – 7 mm) sono basifisse con deiscenza da una fessura laterale longitudinale. Il polline è monoporato.
- Il gineceo è composto da 3-(2) carpelli connati formanti un ovario supero. L'ovario, pubescente all'apice, ha un solo loculo con un solo ovulo subapicale (o quasi basale). L'ovulo è anfitropo e semianatropo e tenuinucellato o crassinucellato. Lo stilo, che si origina dal lato abassiale dell'ovario, è breve con due stigmi papillosi e distinti.
- Fioritura: da giugno a settembre.

### Frutti
I frutti sono dei cariosside, ossia sono dei piccoli chicchi indeiscenti avvolti dalle glume, con forme da ovate a oblunghe, nei quali il pericarpo è formato da una sottile parete che circonda il singolo seme. In particolare il pericarpo è fuso al seme ed è aderente. L'endocarpo non è indurito e l'ilo è lungo e lineare. L'embrione è provvisto di epiblasto; ha inoltre un solo cotiledone altamente modificato (scutello senza fessura) in posizione laterale. I margini embrionali della foglia non si sovrappongono. L'endosperma è farinoso. Dimensione del cariosside: 4 x 10 mm.

## Biologia
Come gran parte delle Poaceae, le specie di questo genere si riproducono per impollinazione anemogama. Gli stigmi più o meno piumosi sono una caratteristica importante per catturare meglio il polline aereo.
La dispersione dei semi avviene inizialmente a opera del vento (dispersione anemocora) e una volta giunti a terra grazie all'azione di insetti come le formiche (mirmecoria). In particolare i frutti di queste erbe possono sopravvivere al passaggio attraverso le budella dei mammiferi e possono essere trovati a germogliare nello sterco.

## Distribuzione e habitat

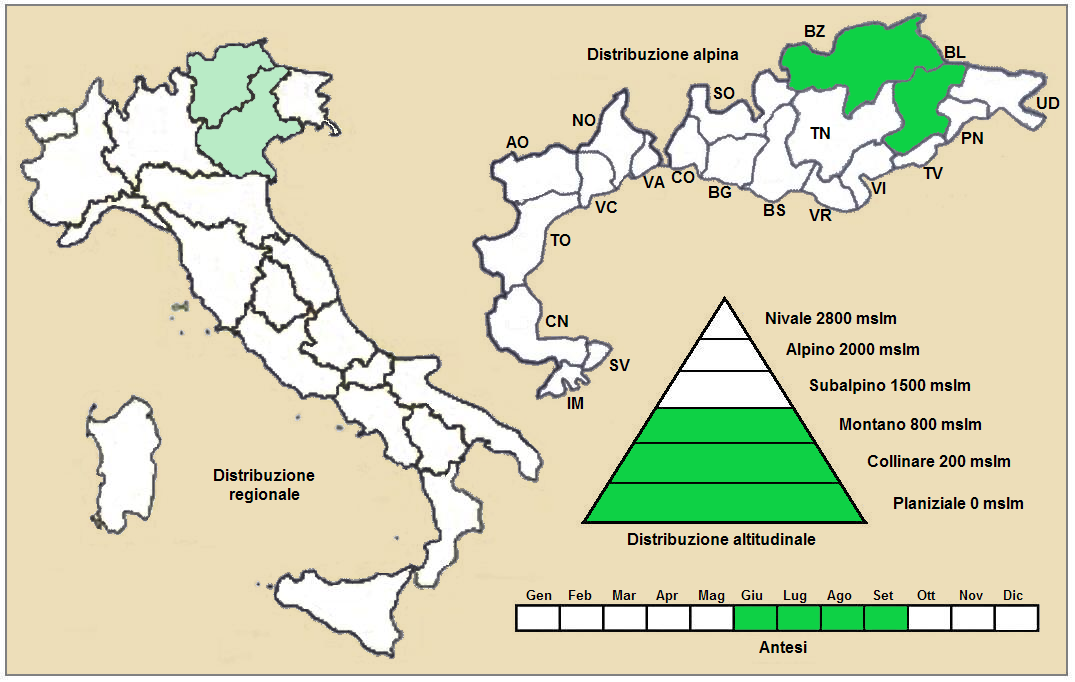
Distribuzione della pianta
(Distribuzione regionale – Distribuzione alpina)

- Geoelemento: il tipo corologico (area di origine) è Est-Asiatico / Nordamericano.
- Distribuzione: si tratta di una pianta originaria del Nord America e dell'Asia orientale; in Italia è avventizia con alcune presenze nel Nord-Est. Nelle Alpi si trova nel Trentino-Alto Adige e nel Bellunese. Fuori dall'Italia, sempre nelle Alpi, questa specie si trova in Svizzera (cantoni Vallese e Grigioni), in Austria si trova nella maggior parte dei Länder meridionali). Sugli altri rilievi europei collegati alle Alpi si trova nella Foresta Nera.[16]
- Habitat: gli habitat tipici per questa pianta sono gli ambienti ruderali, le aree abbandonate, la base dei muri, scarpate e luoghi calpestati. Il substrato preferito è calcareo ma anche siliceo con pH neutro, medi valori nutrizionali del terreno che deve essere secco.[16]
- Distribuzione altitudinale: sui rilievi queste piante si possono trovare fino a quote montane (circa 2,000 m s.l.m.). Nelle Alpi frequentano quindi i seguenti piani vegetazionali: collinare e montano (oltre a quello planiziale).

### Fitosociologia
Dal punto di vista fitosociologico alpino Hordeum jubatum appartiene alla seguente comunità vegetale:
Formazione: delle comunità terofitiche pioniere nitrofile.
- Formazione: delle comunità terofiche pioniere nitrofile

- Classe: Stellarietea mediae

- Ordine: Sisymbrietalia

- Alleanza: Sisymbrion

## Tassonomia
La famiglia delle Poacee comprende circa 800 generi e oltre 9.000 specie. È una delle famiglie più numerose e più importanti del gruppo delle monocotiledoni. La famiglia è suddivisa in 12 sottofamiglie, il genere Hordeum  fa parte della sottofamiglia Pooideae, tribù Hordeeae.

### Filogenesi
Il genere Hordeum fa parte della tribù Hordeeae (supertribù Triticodae T.D. Macfarl. & L. Watson, 1982). La supertribù Triticodae comprende tre tribù: Littledaleeae, Bromeae e Hordeeae. All'interno della supertribù, la tribù Hordeeae forma un "gruppo fratello" con la tribù Bromeae.
Il genere Hordeum comprende solamente piante poliploidi con i genomi designati "H, I, X, e Y". Inoltre questo genere è stato soggetto ad una "evoluzione reticolata" per fenomeni di ibridazione, o per il trasferimento orizzontale di geni ma anche per l’endosimbiosi.
Il numero cromosomico per H. jubatum è: 2n = 28.

### Sinonimi
Questa entità ha avuto nel tempo diverse nomenclature. L'elenco seguente indica alcuni tra i sinonimi più frequenti:
- Critesion adscendens (Kunth) Á.Löve
- Critesion geniculatum  Raf.
- Critesion jubatum  (L.) Nevski
- Elymus jubatus  (L.) Link
- Hordeum adscendens  Kunth
- Hordeum caespitosum  Scribn.
- Hordeum jubatum var. caespitosum  (Scribn.) Hitchc.
- Hordeum jubatum subsp. intermedium  Bowden
- Hordeum jubatum var. pampeanum  Hauman
- Hordeum pampeanum  (Hauman) Herter
- Hordeum pubiflorum var. pampeanum  (Hauman) Melderis